# Enrique Camino Brent
Gustavo Enrique Camino Brent (Lima, 22 de junio de  1909 - id. 15 de julio de 1960) fue un pintor peruano del movimiento indigenista.

## Biografía
Nacido en la avenida Alfonso Ugarte, Lima, el 22 de junio de  1909, fue el tercer hijo de Juan Francisco Camino Anderson y María Águeda Catalina Brent Delgado.
En 1912, cuando solo contaba con tres años, fue premiado con la medalla de oro del concurso de belleza infantil de la Sociedad Italiana de Beneficencia y Cultura.  
Inició sus primeros estudios con una tutora privada y en 1914 ingresó al Colegio Sagrados Corazones Recoleta, en el que estuvo hasta 1920, cuando fue trasladado al San Agustín, por dos años, para finalmente terminar en Nuestra Señora de Guadalupe, de 1923 a 1926.  
En 1922, demostrando su vocación por las artes, fue admitido con solo doce años en la Escuela Nacional de Bellas Artes de Lima, que estuvo a punto de dejar ante la insistencia paterna, por lo cual el propio Daniel Hernández, director de la Escuela, solicitó su permanencia en la Escuela. 
En 1930 ingresó a la Escuela de Ingenieros de Lima para iniciar sus estudios de arquitectura, que fueron seguidos junto a los de pintura. En Bellas Artes fue discípulo de Daniel Hernández y luego de José Sabogal, de quienes recibiría una clara influencia demostrando en su obra una temática diferente a la mayoría de pintores, influenciados por la corriente europea.

"(...) destacó por sus especiales condiciones naturales para la pintura, por lo que fue invitado por Sabogal para integrar su selecto grupo de alumnos, siendo el más joven de ellos"

Egresó con el primer puesto de su promoción, en 1932, año en que también murió Daniel Hernández y subió a la dirección José Sabogal, ratificado en 1933. Es él quien lo nombró profesor en 1937. 
Expuso por primera vez en Lima, en mayo de 1936 y lo hizo después en Estados Unidos, Argentina, México, Europa y Marruecos, en el norte de África. 
La Revista Social, (Año VI, N.º 127, Lima 5 de junio de 1936) publicó el comentario de Espinoza Saldaña, sobre la primera exposición de pinturas de Camino Brent, inaugurada el 28 de mayo del mismo año en la Sociedad Filarmónica, y dice: 

"Egresó hace pocos años de la escuela Nacional de Bellas Artes. No cabe duda que tiene un temperamento del que puede esperarse aún mucho más... no obstante reconocemos en los lienzos de la muestra, que tiene cualidades personales que no se improvisan no adquieren con el trabajo (...)"

Sus viajes al interior del país más que un recorrido de propaganda, fue búsqueda del paisaje como tema nacional, y también son resaltantes sus estudios en Santiago de Pupuja sobre la técnica de cerámica local:

"un informe escrito e ilustrado con acuarela sobre el famoso toro y su plamación en la artesanía popular"

En 1938, se casó en San Isidro con María Rosa Macedo Cánepa, con la que tuvo un hijo, Luis Federico Camino Macedo. 
Enseñó en el Politécnico José Pardo cerámica y diseñó su capilla, que aún conserva el modelo original. Su recorrido por Puno, Buenos Aires recogen sus series sobre el Collao y el Cusco. 
En 1940 regresó Lima, y asumió una posición partidaria con Sabogal, quien es retirado de la dirección de la ENBA en 1943, por un incidente con el Ministerio de Instrucción. Posteriormente a Estados Unidos, México y Quito, donde tuvo un encuentro con Guayasamín. Estos viajes lo influyeron a realizar algunos murales como el que se conserva en el Ex Ministerio Público de Educación. 
Fue director de la Escuela de Bellas Artes de Huamanga, y donde antes también desempeño labores docentes. 
La persistencia del retrato, como medio de estatus burgués también se observa en la obra de Camino Brent, sus primeros esbozos son retratos, que cruzan perfectas combinaciones de una fuerte resonancia pictórica.
Una obra prima es el "Cristo de Tayankani" de 1951:

" Revela su fascinación por las formas de la religiosidad Popular del mundo rural. Las campesinas orantes que aparecen en primer plano parecen desaparecer bajo la presencia imperiosa del Cristo".

A pesar de pertenecer al grupo de los Indigenistas, Camino Brent supo dar a su obra una línea personal, enmarcada por el paisaje arquitectónico, sin necesidad de ser realistas o identificar sus pinturas con la campiña rural y también por la representación de la imagen del indio delimitada solo por el uso de una fuerte paleta y en su obra madura por los colores terrosos.
En sus creaciones artísticas, así como en su labor docente, se incorporó al llamado "grupo indigenista". Al separarse de la escuela en gesto de solidaridad con José Sabogal, llevó sus inquietudes hacia la captación de los paisajes y los tipos humanos de las diversas regiones del país, y aplicó a su tratamiento un personal lirismo caracterizado por su hondura y la sugerente fluidez de sus ritmos. 
A la postre, aceptó la dirección de la Escuela de Bellas Artes y Artesanía de la Universidad de Ayacucho (1957) y la ejerció hasta su muerte. Tuvo una peculiar visión del mundo vernacular y para ello no se contentó con la transcripción realista y directa, sino que se sumergió en fantasmagorías imaginadas por su voluntad de singularización. Su predilección fue por los rincones poblanos, los pati os esquinados, las callejas soñolientas, las plazuelas de embrujo y los recintos de conseja. Lo que despertó su entusiasmo es lo elegíaco, la melancólica decadencia de los seres y las cosas" (T. Núñez Ureta). Obras suyas se conservan en colecciones públicas y privadas de América y Europa. Entre ellas se encuentra "El Recuerdo (La Capa)" (1930), óleo sobre tela de 110 × 106 cm, hoy perteneciente al coleccionista José Luis Montoya, celebrada por su belleza expresiva y que sirve de portada de la obra "Temas Taurinos" del historiador Aurelio Miró Quesada Sosa. 
A inicios de 1960 tuvo que regresar a Lima por fuertes dolores en la cabeza. Después de ser examinado se le descubrió un tumor maligno en la región frontal del cerebro. Murió en Lima el 15 de julio de 1960 de una hemorragia cerebral durante una operación. Su cuerpo fue velado en su taller y fue enterrado en el cuartel San Andrés del Cementerio El Ángel.

## Antecedes familiares

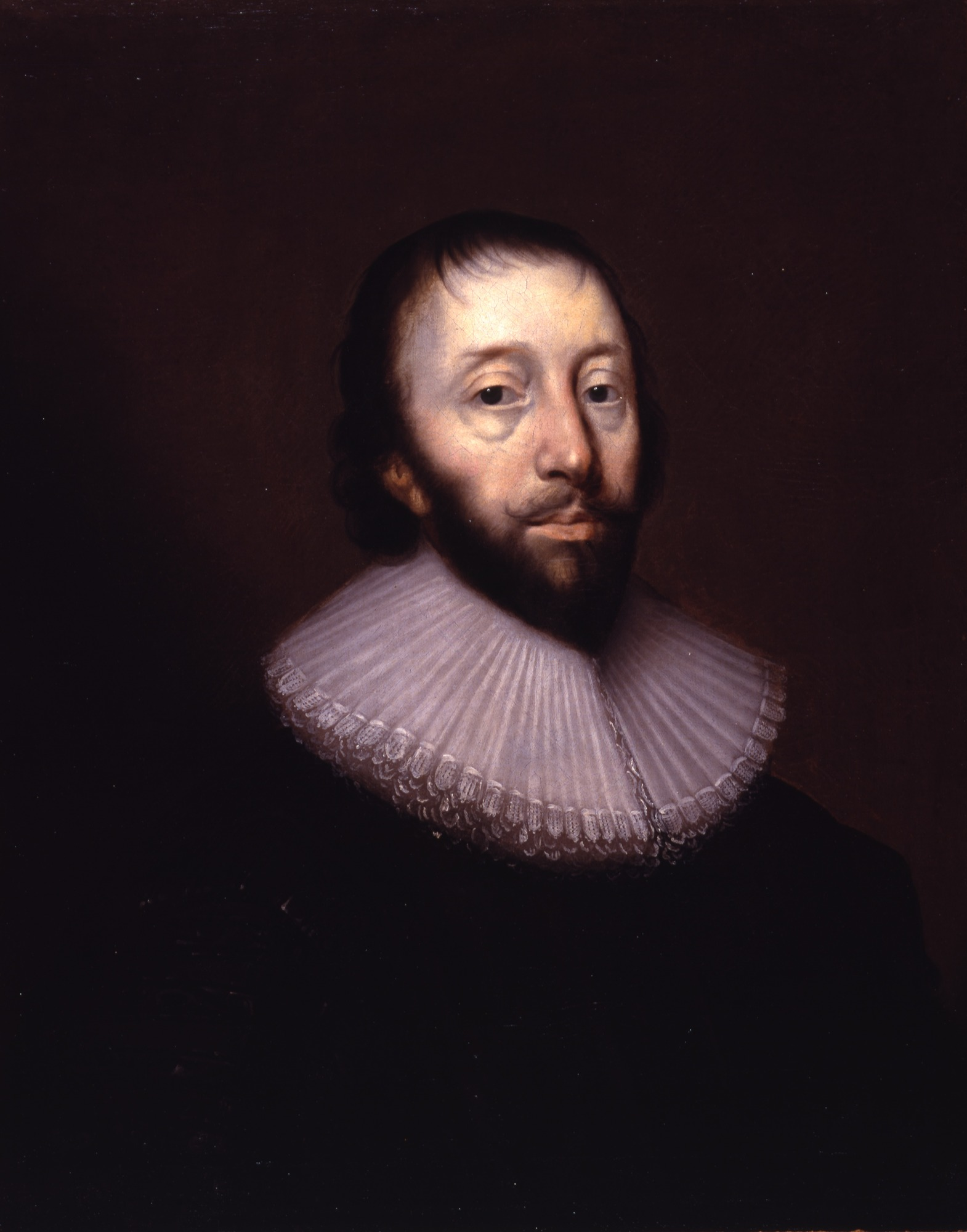
Sir Dudley Digges, ancestro lejano de Camino Brent.

Camino Brent nació en el seno de una familia anglo-hispana de la oligarquía limeña con importantes ascendientes suecos, escoceces e italianos.
Su padre era nieto del capitán sueco Carlos Gustavo Anderson, quien sirvió durante la Guerra de Independencia a las órdenes de Lord Cochrane y San Martín.
Su madre era hija del embajador estadounidense Henry May Brent, miembro de una prominente familia vinculada a la Independencia estadounidense. Descendiente de varias familias terratenientes de la colonia, entre sus ancestros estaban los coroneles Henry Darnall y William Digges y estaba vinculada a Robert Brent (primer alcalde de Washington D. C.), John Carroll (fundador de la Universidad de Georgetown), Charles Carroll de Carrollton, Daniel Carroll y John Quincy Adams, estos tres últimos Padres fundadores. Era además descendiente de los ingleses Sir Dudley Digges, Sir Thomas Digges y Warham St Leger.

## Árbol genealógico
|  |                                                              |  |  |  |  |  |  |  |  |  |  |  |  |  |  |  |
|  | 16. José Félix Camino                                        |  |  |  |  |  |  |  |  |  |  |  |  |  |  |  |
|  |                                                              |  |  |  |  |  |  |  |  |  |  |  |  |  |  |  |
|  |                                                              |  |  |  |  |  |  |  |  |  |  |  |  |  |  |  |
|  | 8. José Félix Camino y Dueñas                                |  |  |  |  |  |  |  |  |  |  |  |  |  |  |  |
|  |                                                              |  |  |  |  |  |  |  |  |  |  |  |  |  |  |  |
|  |                                                              |  |  |  |  |  |  |  |  |  |  |  |  |  |  |  |
|  | 17. Anselma Dueñas                                           |  |  |  |  |  |  |  |  |  |  |  |  |  |  |  |
|  |                                                              |  |  |  |  |  |  |  |  |  |  |  |  |  |  |  |
|  |                                                              |  |  |  |  |  |  |  |  |  |  |  |  |  |  |  |
|  | 4. Francisco de Paula Camino Bottaro                         |  |  |  |  |  |  |  |  |  |  |  |  |  |  |  |
|  |                                                              |  |  |  |  |  |  |  |  |  |  |  |  |  |  |  |
|  |                                                              |  |  |  |  |  |  |  |  |  |  |  |  |  |  |  |
|  | 18. Cayetano Bottaro                                         |  |  |  |  |  |  |  |  |  |  |  |  |  |  |  |
|  |                                                              |  |  |  |  |  |  |  |  |  |  |  |  |  |  |  |
|  |                                                              |  |  |  |  |  |  |  |  |  |  |  |  |  |  |  |
|  | 9. Feliciana Bottaro Bertolucci                              |  |  |  |  |  |  |  |  |  |  |  |  |  |  |  |
|  |                                                              |  |  |  |  |  |  |  |  |  |  |  |  |  |  |  |
|  |                                                              |  |  |  |  |  |  |  |  |  |  |  |  |  |  |  |
|  | 19. Gertrudis Bertolucci                                     |  |  |  |  |  |  |  |  |  |  |  |  |  |  |  |
|  |                                                              |  |  |  |  |  |  |  |  |  |  |  |  |  |  |  |
|  |                                                              |  |  |  |  |  |  |  |  |  |  |  |  |  |  |  |
|  | 2. Juan Francisco Camino Anderson                            |  |  |  |  |  |  |  |  |  |  |  |  |  |  |  |
|  |                                                              |  |  |  |  |  |  |  |  |  |  |  |  |  |  |  |
|  |                                                              |  |  |  |  |  |  |  |  |  |  |  |  |  |  |  |
|  | 20. Andrew Anderson                                          |  |  |  |  |  |  |  |  |  |  |  |  |  |  |  |
|  |                                                              |  |  |  |  |  |  |  |  |  |  |  |  |  |  |  |
|  |                                                              |  |  |  |  |  |  |  |  |  |  |  |  |  |  |  |
|  | 10. Carl Gustav Anderson                                     |  |  |  |  |  |  |  |  |  |  |  |  |  |  |  |
|  |                                                              |  |  |  |  |  |  |  |  |  |  |  |  |  |  |  |
|  |                                                              |  |  |  |  |  |  |  |  |  |  |  |  |  |  |  |
|  | 21. Catarina Anderson                                        |  |  |  |  |  |  |  |  |  |  |  |  |  |  |  |
|  |                                                              |  |  |  |  |  |  |  |  |  |  |  |  |  |  |  |
|  |                                                              |  |  |  |  |  |  |  |  |  |  |  |  |  |  |  |
|  | 5. Teresa Anderson y Villaseñor                              |  |  |  |  |  |  |  |  |  |  |  |  |  |  |  |
|  |                                                              |  |  |  |  |  |  |  |  |  |  |  |  |  |  |  |
|  |                                                              |  |  |  |  |  |  |  |  |  |  |  |  |  |  |  |
|  | 22. Agustín Villaseñor                                       |  |  |  |  |  |  |  |  |  |  |  |  |  |  |  |
|  |                                                              |  |  |  |  |  |  |  |  |  |  |  |  |  |  |  |
|  |                                                              |  |  |  |  |  |  |  |  |  |  |  |  |  |  |  |
|  | 11. Juana Villaseñor y Vergara                               |  |  |  |  |  |  |  |  |  |  |  |  |  |  |  |
|  |                                                              |  |  |  |  |  |  |  |  |  |  |  |  |  |  |  |
|  |                                                              |  |  |  |  |  |  |  |  |  |  |  |  |  |  |  |
|  | 23. Mercedes Vergara                                         |  |  |  |  |  |  |  |  |  |  |  |  |  |  |  |
|  |                                                              |  |  |  |  |  |  |  |  |  |  |  |  |  |  |  |
|  |                                                              |  |  |  |  |  |  |  |  |  |  |  |  |  |  |  |
|  | 1. Gustavo Enrique Camino Brent                              |  |  |  |  |  |  |  |  |  |  |  |  |  |  |  |
|  |                                                              |  |  |  |  |  |  |  |  |  |  |  |  |  |  |  |
|  |                                                              |  |  |  |  |  |  |  |  |  |  |  |  |  |  |  |
|  | 24. William Brent                                            |  |  |  |  |  |  |  |  |  |  |  |  |  |  |  |
|  |                                                              |  |  |  |  |  |  |  |  |  |  |  |  |  |  |  |
|  |                                                              |  |  |  |  |  |  |  |  |  |  |  |  |  |  |  |
|  | 12. Henry Johnson Brent                                      |  |  |  |  |  |  |  |  |  |  |  |  |  |  |  |
|  |                                                              |  |  |  |  |  |  |  |  |  |  |  |  |  |  |  |
|  |                                                              |  |  |  |  |  |  |  |  |  |  |  |  |  |  |  |
|  | 25. Catherine Walker Johnson                                 |  |  |  |  |  |  |  |  |  |  |  |  |  |  |  |
|  |                                                              |  |  |  |  |  |  |  |  |  |  |  |  |  |  |  |
|  |                                                              |  |  |  |  |  |  |  |  |  |  |  |  |  |  |  |
|  | 6. Henry May Carroll Brent                                   |  |  |  |  |  |  |  |  |  |  |  |  |  |  |  |
|  |                                                              |  |  |  |  |  |  |  |  |  |  |  |  |  |  |  |
|  |                                                              |  |  |  |  |  |  |  |  |  |  |  |  |  |  |  |
|  | 26. Daniel Carroll I, esq.                                   |  |  |  |  |  |  |  |  |  |  |  |  |  |  |  |
|  |                                                              |  |  |  |  |  |  |  |  |  |  |  |  |  |  |  |
|  |                                                              |  |  |  |  |  |  |  |  |  |  |  |  |  |  |  |
|  | 13. Elizabeth Carroll                                        |  |  |  |  |  |  |  |  |  |  |  |  |  |  |  |
|  |                                                              |  |  |  |  |  |  |  |  |  |  |  |  |  |  |  |
|  |                                                              |  |  |  |  |  |  |  |  |  |  |  |  |  |  |  |
|  | 27. Eleanor Darnall Carroll                                  |  |  |  |  |  |  |  |  |  |  |  |  |  |  |  |
|  |                                                              |  |  |  |  |  |  |  |  |  |  |  |  |  |  |  |
|  |                                                              |  |  |  |  |  |  |  |  |  |  |  |  |  |  |  |
|  | 3. María Águeda Catalina Brent Delgado                       |  |  |  |  |  |  |  |  |  |  |  |  |  |  |  |
|  |                                                              |  |  |  |  |  |  |  |  |  |  |  |  |  |  |  |
|  |                                                              |  |  |  |  |  |  |  |  |  |  |  |  |  |  |  |
|  | 28. Carlos Antonio Delgado y Fernández de la Cotera          |  |  |  |  |  |  |  |  |  |  |  |  |  |  |  |
|  |                                                              |  |  |  |  |  |  |  |  |  |  |  |  |  |  |  |
|  |                                                              |  |  |  |  |  |  |  |  |  |  |  |  |  |  |  |
|  | 14. Carlos Nicanor del Carmen Delgado Moreno                 |  |  |  |  |  |  |  |  |  |  |  |  |  |  |  |
|  |                                                              |  |  |  |  |  |  |  |  |  |  |  |  |  |  |  |
|  |                                                              |  |  |  |  |  |  |  |  |  |  |  |  |  |  |  |
|  | 29. Micaela Moreno Madrigal                                  |  |  |  |  |  |  |  |  |  |  |  |  |  |  |  |
|  |                                                              |  |  |  |  |  |  |  |  |  |  |  |  |  |  |  |
|  |                                                              |  |  |  |  |  |  |  |  |  |  |  |  |  |  |  |
|  | 7. Micaela Delgado Moreno                                    |  |  |  |  |  |  |  |  |  |  |  |  |  |  |  |
|  |                                                              |  |  |  |  |  |  |  |  |  |  |  |  |  |  |  |
|  |                                                              |  |  |  |  |  |  |  |  |  |  |  |  |  |  |  |
|  | 30.Francisco Javier Gabriel Delgado y Fernández de la Cotera |  |  |  |  |  |  |  |  |  |  |  |  |  |  |  |
|  |                                                              |  |  |  |  |  |  |  |  |  |  |  |  |  |  |  |
|  |                                                              |  |  |  |  |  |  |  |  |  |  |  |  |  |  |  |
|  | 15. Águeda Benigna Delgado Muro                              |  |  |  |  |  |  |  |  |  |  |  |  |  |  |  |
|  |                                                              |  |  |  |  |  |  |  |  |  |  |  |  |  |  |  |
|  |                                                              |  |  |  |  |  |  |  |  |  |  |  |  |  |  |  |
|  | 31. Tomasa María del Carmen Muro O'Kelly                     |  |  |  |  |  |  |  |  |  |  |  |  |  |  |  |
|  |                                                              |  |  |  |  |  |  |  |  |  |  |  |  |  |  |  |
|  |                                                              |  |  |  |  |  |  |  |  |  |  |  |  |  |  |  |